# 2022年亚洲运动会也门代表团
2022年亚洲运动会也门代表团是也门所派出的，參加因2019冠狀病毒病疫情而延期至2023年舉辦的第19屆亞洲運動會的代表團。这是也门第九次参加亚洲运动会。代表团共计派出包括8名男选手和10名女选手在内的共18名运动员，参加该届亚运8个大项的比赛。代表团于2023年10月6日完成所有比赛任务，最终未能获得任何奖牌。